# Ipomoea cordatotriloba
Espèce
Statut de conservation UICN

 LC  : Préoccupation mineure
Ipomoea cordatotriloba est une espèce de plantes dicotylédones de la famille des Convolvulaceae, originaire du  continent américain. C'est l'une des 13 espèces sauvages classées dans la série Batatas (Ipomoea subg. Eriospermum sect. Eriospermum). Ce complexe d'espèces diploïde (2n=2x=30) et tétraploïde (2n=4x=60) est un parent sauvage de la patate douce (Ipomoea batatas).

## Taxinomie

### Synonymes
Selon The Plant List (1 octobre 2019) : 
- Ipomoea cordatotriloba var. australis (O'Donell) D.F. Austin

### Liste des variétés
Selon Tropicos (1 octobre 2019) (Attention liste brute contenant possiblement des synonymes) :
- Ipomoea cordatotriloba var. australis (O'Donell) D.F. Austin
- Ipomoea cordatotriloba var. cordatotriloba
- Ipomoea cordatotriloba var. torreyana (A. Gray) D.F. Austin